# Torgny Sjöstrand
Torgny Sjöstrand, född 11 mars 1907 i Stockholm, död 10 juni 1987 i Östra Hoby, var en svensk läkare och professor i klinisk fysiologi vid Karolinska institutet.

## Biografi
Torgny Sjöstrand påbörjade 1927 medicinstudier vid Karolinska institutet, men fick under studietiden tuberkulos, som ledde till flera sanatorievistelser i Sverige, Schweiz och på Kanarieöarna. Sjukdomen gav honom bestående besvär för resten av livet. Tiden på sanatorierna utnyttjades emellertid effektivt – han läste såväl fysiologisk litteratur, bland annat den danske fysiologen August Kroghs översikt över kapillärernas anatomi och fysiologi som Sigmund Freuds samlade skrifter. Han disputerade 1935 med en avhandling om perifer cirkulation. Han ville bredda fysiologiundervisningen och inrätta patofysiologi som ett nytt undervisningsämne. 
Ett Rockefeller-stipendium gav honom möjlighet att vistas vid Cambridge universitet i England, USA och Köpenhamn. Vid återkomsten fick han en nyinrättad tjänst som laborator i klinisk fysiologi vid Karolinska sjukhuset. Från denna bas kunde Sjöstrand utveckla ämnet klinisk fysiologi, som på 1950-talet blev undervisningsämne vid flera medicinska fakulteter. Sjöstrand blev 1956 professor i klinisk fysiologi. Han är en i den lilla skaran av svenska läkare, som inte bara bildat skola, utan även skapat en helt ny klinisk specialitet.

## Forskning

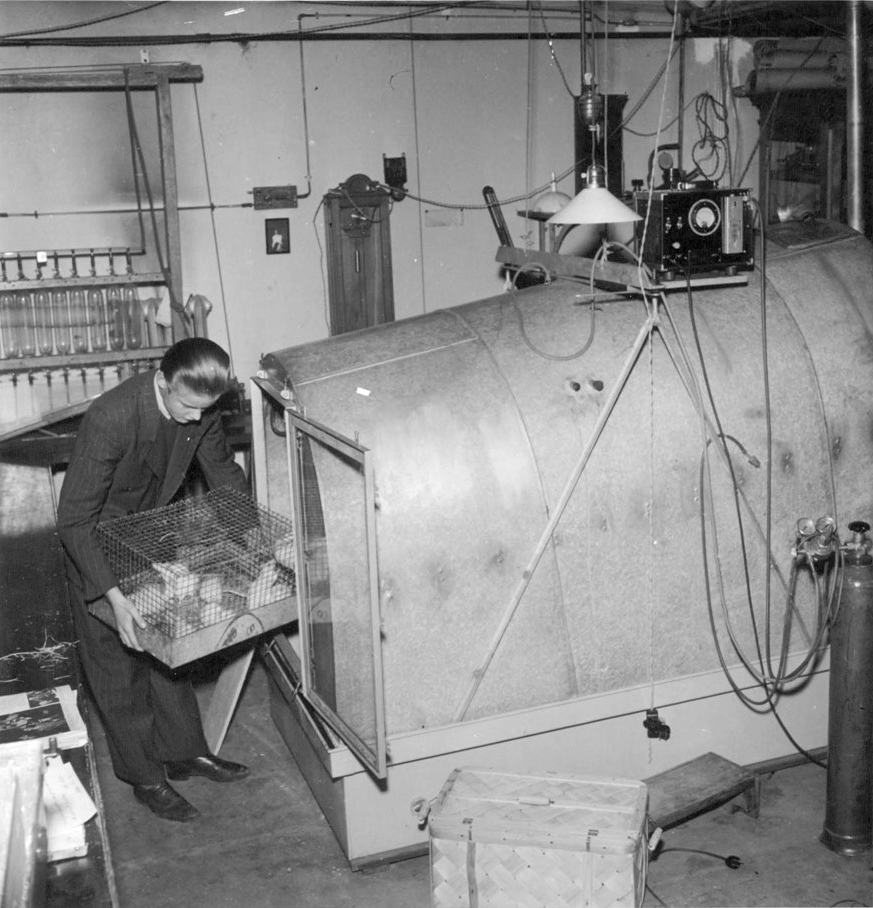
Försöksråttor sättas in i gaskammaren på doktor Torgny Sjöstrands laboratorium för att utröna kronisk kolmonoxidförgiftnings verkan.

Under andra världskriget studerade Sjöstrand kolmonoxidförgiftning, vanlig i samband med användande av gengas, och medverkade vid utveckling av en känslig mätcell för att mäta kolmonoxidhalten i andningsluften. En patient med oväntad polycytemi ledde till studier vid Rönnskärsverken där man kunde påvisa arsenikförgiftning som tänkbar bidragande orsak. I samband med dessa studier utvecklade Sjöstrand även ett standardiserat arbetsprov. Han verkade därefter mycket aktivt för att utveckla och bredda forskningen inom bland annat idrottsmedicin.
Mot slutet av sin karriär var Sjöstrand dekanus för medicinska fakulteten vid Karolinska institutet.

## Familj
Torgny Sjöstrand var son till bankdirektören Nils Johan Sjöstrand och Dagmar, född Hansen, samt bror till Arnold Sjöstrand och Fritiof Sjöstrand. Han gifte sig den 20 juni 1936 med läkaren Inga-Greta Paulson (1907–88), som var dotter till grosshandlaren Gustaf Paulson och Signe, född Petersson. 
Med hustrun fick han fyra barn, bland andra tvillingarna Nils-Olof Rutger och Per-Olof Gustaf Sjöstrand (1937-2011). Han är begravd i familjegraven på Norra begravningsplatsen i Solna.
Sjöstrands farfars far härstammade från orten Sjötofta i sydöstra Västra Götalands län.